# سفارة أفغانستان في النرويج
سفارة أفغانستان في النرويج هي أرفع تمثيل دبلوماسي لدولة أفغانستان لدى النرويج. تقع السفارة في وهي تهدف لتعزيز المصالح الأفغانية في النرويج.

## وصلات خارجية
- قائمة سفارات أفغانستان
- قائمة السفارات في النرويج